# Neudeutsche Schule
Die Neudeutsche Schule war eine Strömung in der musikalischen Entwicklung weg vom konservativen Verständnis der Musik als absolut hin zur Programmatik in der Musik.

## Historische Entwicklung
Um Franz Liszt hatte sich in der zweiten Hälfte des 19. Jahrhunderts eine Gruppe von Musikern und Musikwissenschaftlern gebildet, die das Wort von der „Musik der Zukunft“ prägte. Der Ausdruck Neudeutsche Schule stammt von Franz Brendel, dem Herausgeber der Neuen Zeitschrift für Musik. Zu den Vorbildern der Neudeutschen zählten neben Liszt die Komponisten Hector Berlioz und Richard Wagner, zu ihren Repräsentanten die Liszt-Schüler Joachim Raff, Peter Cornelius, Alexander Ritter, Felix Draeseke, Wendelin Weißheimer, der Schriftsteller Richard Pohl und der Musiktheoretiker Carl Friedrich Weitzmann. Als historische Vorbilder wurden Ludwig van Beethoven (als Komponist) und Robert Schumann (als Kritiker) herangezogen.
Der Neudeutschen Schule ging es um eine Neudefinition des Künstlers in der Gesellschaft. Neben der Komposition von Musik wurde die geistige Auseinandersetzung mit Musik, die Musikkritik, zu einem substantiellen Aufgabenbereich des Künstlers erhoben. Der Musiker wurde zum Intellektuellen. Diese Rolle behielten auch viele Komponisten der Moderne bei.
Die Neudeutsche Schule verschaffte sich allerdings auch Gegner, unter denen sich insbesondere Johannes Brahms, Joseph Joachim und Eduard Hanslick befanden. Auch Hans von Bülow, der anfangs Anhänger der Bewegung gewesen war, wandte sich später gegen diese. Diese Opposition geriet mit den Neudeutschen in den sogenannten Musikstreit, der in den gängigen Musikzeitschriften, besonders der Neuen Zeitschrift für Musik und der Rheinischen Musik-Zeitung, ausgetragen wurde. Die Themen und Paradigmen der Neudeutschen Schule prägten die musikästhetischen Debatten bis in den Anfang des 20. Jahrhunderts hinein. Hierbei etablierte sich der Begriff Neudeutsche Schule für jene Richtung in Deutschland, die das Musikdrama und die Programmmusik zum Inbegriff des Fortschritts in der Musik erklärte. Im 20. Jahrhundert wurden etwa Friedrich Klose, Richard Strauss und Siegmund von Hausegger sowie der Musikwissenschaftler Arthur Seidl in diesen Kontext eingeordnet.

## Politische Einflüsse
Der Begriff neudeutsch impliziert eine politische Zielrichtung oder zumindest eine nationale Zugehörigkeit. Dagegen spricht jedoch deren dezidierte Internationalität (in der Trias Berlioz – Liszt – Wagner). Tatsächlich waren der junge Liszt und der junge Wagner in ihren Schriften von frühsozialistischen Sozialutopien geleitet, die mit dem Bestreben nach einem Nationalstaat verbunden waren. Diese politische Dimension verlor sich aber recht schnell im journalistischen Streit, nur Brendel spricht in seinem Aufsatz „Das Kunstwerk der Zukunft und die Einzelkünste“ von einer Weltgesellschaft, deren Leitkunst das Musikdrama (Wagners) ist. Die Neudeutsche Schule und besonders die Symphonischen Dichtungen Liszts bildeten aber für viele europäische Künstler einen Weg, sich mit ihrem Land zu identifizieren und eine eigene „Tonsprache“ zu entwickeln: So sind nahezu alle nationalen Schulen und Stile (z. B. Russland, Tschechien und Finnland) im späten 19. Jahrhundert in direkter oder indirekter Weise von der Ästhetik und der Musik Liszts, Wagners und Berlioz’ herleitbar.